# François Rozoy
François Rozoy (Arinthod, 22 octobre 1918 - Paris, 10 mars 1987) est un militaire français, Compagnon de la Libération. Aviateur rallié aux forces françaises libres, il s'illustre lors des opérations dans le ciel libyen avant de prendre part à la campagne d'Europe. Restant dans l'armée après la guerre, il combat en Indochine et parvient jusqu'au grade de général de brigade aérienne.

## Biographie

### Avant-guerre
Fils d'un docteur en médecine, François Rozoy naît le 22 octobre 1918 à Arinthod dans le Jura. Choisissant d'entrer dans l'armée, il intègre l'École spéciale militaire de Saint-Cyr en 1937 dans la promotion "Marne et Verdun" où il côtoie Jean Mahé et Marcel Finance
. À sa sortie de l'école, il choisit l'aviation et entre à l'école d'application de l'armée de l'air à Villacoublay où il obtient un brevet d'observateur aérien.

### Seconde guerre mondiale
Sans avoir eu l'occasion de combattre lors de la bataille de France, il est muté en novembre 1940 à Rayak où il rejoint les forces françaises libres à l'issue de la campagne de Syrie. Volontaire pour servir dans une unité combattante, il est incorporé au Groupe de bombardement Lorraine lors de la constitution de celui-ci. Au sein du groupe, François Rozoy, en équipe avec Raymond Roques, prend part à la guerre du désert dans le ciel de la Libye. De novembre à décembre 1941, le "Lorraine" bombarde un grand nombre de convois ennemis et joue un rôle déterminant en janvier 1942 dans la conquête du col d'Halfaya. Se distinguant particulièrement au cours de cette campagne, le sous-lieutenant Rozoy est gratifié d'une citation à l'ordre de l'armée. Destiné à être employé sur le front de l'ouest, le groupe Lorraine est déplacé en Angleterre où ses hommes sont formés aux commandes de Douglas A-20 Havoc. Le 14 janvier 1944, lors d'une mission de bombardement sur les côtes françaises, l'appareil de François Rozoy est touché par des tirs ennemis. Blessé, ainsi que ses deux mitrailleurs, il parvient cependant à maintenir en vol son appareil endommagé et à retraverser la Manche. Malgré deux éclats d'obus fichés dans l'épaule, il reprend le combat un mois plus tard pour être de nouveau touché par la flak le 15 février dans le ciel de Cherbourg. Le 6 juin 1944, François Rozoy participe au débarquement de Normandie, le groupe Lorraine étant chargé d'émettre des écrans de fumée sur les côtes du Cotentin pour protéger les troupes alliées. Il suit ensuite le mouvement des troupes alliées à travers l'Europe. Une nouvelle fois blessé en février 1945, il réussit à nouveau à ramener son avion endommagé à la base. Après une série de missions en Allemagne à partir de mars 1945, la guerre se termine pour François Rozoy qui totalise alors 109 missions de guerre.

### Après-guerre
Choisissant de rester dans l'armée, François Rozoy est volontaire pour servir lors de la guerre d'Indochine. Parvenant jusqu'au grade de colonel, il est affecté en 1963 à l'état-major des forces alliées de Centre-Europe à Fontainebleau. Nommé général de brigade en 1968, il prend l'année suivante le commandement de la composante aérienne des forces françaises en Allemagne. Retiré du service depuis 1971, François Rozoy meurt le 10 mars 1987 à Paris. Après des obsèques en la cathédrale Saint-Louis-des-Invalides, il est inumé à Pouru-Saint-Remy dans les Ardennes.

## Décorations
|  |  |  |
|  |  |  |

| Commandeur de la Légion d'Honneur | Commandeur de la Légion d'Honneur | Compagnon de la Libération             | Compagnon de la Libération             | Grand officier de l'Ordre national du mérite | Grand officier de l'Ordre national du mérite |
| Croix de Guerre 1939-1945         | Croix de Guerre 1939-1945         | Médaille coloniale Avec agrafe "Libye" | Médaille coloniale Avec agrafe "Libye" | Distinguished Flying Cross (Royaume-Uni)     | Distinguished Flying Cross (Royaume-Uni)     |